# 逆送致
逆送致（ぎゃくそうち）とは、検察から送致された少年を家庭裁判所が調査した結果、刑事処分を相当として検察に送致すること（少年法第20条第1項）。

## 概要
2000年に西鉄バスジャック事件等のキレる17歳による殺人事件が注目されたことを受けて、少年犯罪への厳罰化を意図した少年法改正案が2000年11月28日に成立して2001年4月1日から、従来は16歳未満の者は逆送致できなかったのを14歳以上でも逆送致を可能とし、16歳以上の少年が故意に被害者を死亡させた事件については、「調査の結果、犯行の動機及び態様、犯行後の情況、少年の性格、年齢、行状及び環境その他の事情を考慮し、刑事処分以外の措置を相当と認めるとき」を除き、原則として逆送することになった（少年法第20条第2項「原則逆送規定」）。
また2015年に公職選挙法が改正されて2016年から18歳選挙権が可能となったことに鑑み、18歳・19歳の者でも連座制の対象となる悪質な選挙違反事件については、「その罪質が選挙の公正の確保に重大な支障を及ぼすと認める場合」は逆送することになった（公職選挙法附則第5条）。2022年4月1日に成人年齢が20歳から18歳に引き下げられると、この規定は公職選挙法附則第5条から少年法第63条第2項に変更となった。
また2021年に少年法改正案が成立し、2022年4月1日に成人年齢が20歳から18歳に引き下げられたことを受けて、特定少年（18歳及び19歳の少年）が死刑又は無期若しくは短期一年以上の懲役若しくは禁錮に当たる罪の事件については、「調査の結果、犯行の動機及び態様、犯行後の情況、少年の性格、年齢、行状及び環境その他の事情を考慮し、刑事処分以外の措置を相当と認めるとき」を除き、原則として逆送することになった（少年法第62条第2項）。

## 逆送致された事件
- 広島少女集団暴行殺害事件(2013年6月事件発生) - 加害者のうち、犯行当時16歳の少年少女3人。
- 名古屋大学女子学生殺人事件(2014年12月事件発生) - 犯行当時19歳の殺人。
- 福岡商業施設女性刺殺事件(2020年8月事件発生) - 少年院をでたばかりの犯行当時15歳による殺人。

## 逆送致されなかった事件
- 京田辺警察官殺害事件 (2007年9月事件発生) - 犯行当時16歳の殺人。
- 佐世保女子高生殺害事件 (2014年7月事件発生) - 犯行当時15歳の殺人。

少年法は16歳以上の殺人は原則逆送としている(20条2項)。2014年7月に発生した佐世保女子高生殺害事件では殺人をした少女が16歳になる数日前で、家裁は「刑事罰の可能性が高くなると知っていて直前に実行した」とも指摘しつつ、矯正の可能性は残されていると判断し、医療（第3種）少年院に送致する保護処分を決定。殺人をした少女は、逆送致を回避する形となった。